# Josef Benjamin Levy
Josef Benjamin Levy (geboren 6. Oktober 1870 in Kiel; gestorben 24. Juni 1950 in New York) war ein deutscher Pädagoge und Chasan (Kantor).

## Leben
Josef Benjamin Levy wurde als zehntes von zwölf Kindern des Religionslehrers, Kantors und Schächters Benjamin Benjamin Levy  geboren, der als Kultusbeamter in Kiel arbeitete. Drei seiner Geschwister starben schon in früher Kindheit. Josef Benjamin war das letzte Kind der Familie, das in Kiel geboren wurde, denn 1872 zog die Familie nach Bremen. Dort wurde sein Vater wiederum Kultusbeamter, richtete aber darüber hinaus ein koscheres Restaurant und später auch ein Hotel ein. Das Restaurant befand sich zunächst in der Buchstraße 57, später zog Levy's Hotel in die Bahnhofstraße 11 um. Obwohl es das einzige Koscherrestaurant und -hotel in Bremen war, herrschte in der großen Familie Geldknappheit. Die Eltern – Josef Benjamin Levy stammte von der zweiten Ehefrau seines Vaters – ermöglichten aber all ihren Kindern eine qualifizierte Ausbildung.

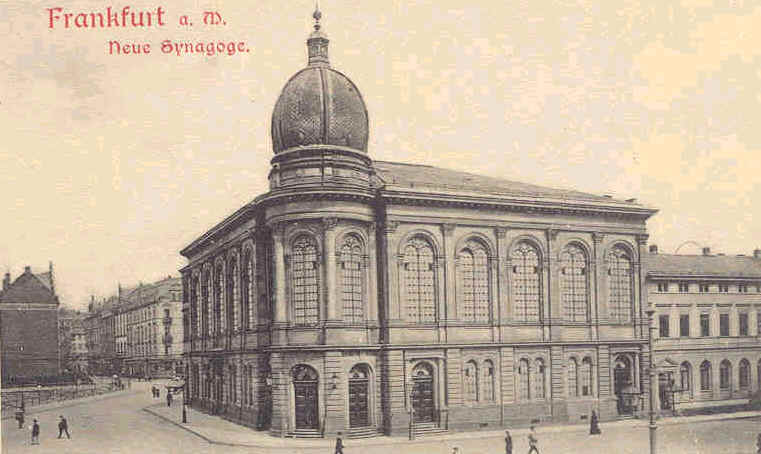
Die Börneplatzsynagoge in Frankfurt

Josef Benjamin Levy besuchte eine Realschule. Von 1883 bis 1887 wurde er an einer Präparandenanstalt in Burgpreppach ausgebildet, danach am Lehrerseminar in Hannover. 1891 ergänzte er seine Ausbildung zum Volksschullehrer durch eine Fortbildung in Leipzig, auf der er Buchbinden und Schnitzen lernte. Seinen Militärdienst leistete er ab 1892 im 37. Füsilierregiment in einer Einheit für Volksschullehrer ab und 1893 wurde er Kantor und bald darauf auch Lehrer an einer Töchterschule in Hamburg. 1896 wurde er Kantor der Börneplatzsynagoge in Frankfurt am Main. Bald darauf nahm er auch eine Lehrtätigkeit an einer kaufmännischen und später an einer Töchterschule auf, später unterrichtete er an einer Mittelschule und zeitweise an einer Lehranstalt für Taubstumme. Levys ältester Sohn machte als Kriegsfreiwilliger den ganzen Ersten Weltkrieg mit.
1924 wurde Levy Vorsitzender des Allgemeinen Deutschen Kantorenverbandes und von 1921 bis 1938 lehrte er am Philanthropin in Frankfurt. Er war zeitweise Präsident der B’nai-B’rith-Loge in Frankfurt.
1935 musste die Familie ihren Hausstand auflösen und in eine Pension ziehen, weil es Juden nicht mehr erlaubt war, nichtjüdische Hausangestellte unter 45 Jahren zu beschäftigen und Levys Ehefrau nicht mehr in der Lage war, den Haushalt ohne die Hilfe ihrer langjährigen Hausangestellten zu versorgen. Im Juli 1939 wanderte Levy in die USA aus.

## Veröffentlichungen
Josef Benjamin Levy publizierte unter anderem mehrere Lehrbücher des Hebräischen und das Gebetbuch Schaarei Tefillah, das 13 Auflagen erlebte. Von Levy und Dr. Benjamin May stammten auch die Denkmäler jüdischen Geistes, die 1912 erschienen, und eine Psalmenausgabe von 1915. 1916 übersetzte Levy das Vincenzlied des Elchanan Bar Abraham. Er veröffentlichte 1930 die Sammlung synagogaler Musik, die Fabian Ogutsch zusammengestellt hatte, und 1934 zusammen mit Frank Rothschild die Sabbath-Lieder für Schule und Haus.
Über sein Leben vor und nach der Machtergreifung der Nationalsozialisten schrieb Levy das Buch Mein Leben in Deutschland vor und nach 1933.